# Marion megye (Missouri)
Marion megye az Amerikai Egyesült Államokban, azon belül Missouri államban található. Megyeszékhelye Palmyra, legnagyobb városa Hannibal. Lakosainak száma 28 525 fő (2020. április 1.).

## Szomszédos megyék
- Lewis megye (észak)
- Adams megye (északkelet)
- Pike megye (délkelet)
- Ralls megye (dél)
- Monroe megye (délnyugat)
- Shelby megye (nyugat)

## Népesség
A megye népességének változása:
| Lakosok száma | 28 798 | 28 780 | 28 818 | 28 904 | 28 880 | 28 525 |
|               | 2010   | 2011   | 2012   | 2013   | 2015   | 2020   |